# Consecutio temporum
Consecutio temporum (llatí: 'seqüència de temps [verbals]') és una expressió de la gramàtica tradicional, usada especialment en la gramàtica llatina, que es refereix al conjunt de regles i restriccions que relacionen el temps i el mode de l'oració principal, amb el temps i el mode d'una oració subordinada segons si l'acció descrita en la subordinada és contemporània, anterior o posterior a la de l'oració principal. El terme també podria aplicar-se a les llengües romàniques en què també existeixen restriccions similars.

## Llatí
El quadre següent resumeix molt breument algunes de les restriccions principals de la consecutio temporum en llatí:
| Temps a l'oració principal             | Acció contemporània | Acció anterior | Acció posterior                 |
| -------------------------------------- | ------------------- | -------------- | ------------------------------- |
| a) Si la subordinada està en indicatiu |                     |                |                                 |
| Present                                | Present             | Perfet         |                                 |
| Passat                                 | Imperfet            | Plusquamperfet |                                 |
| Futur                                  | Futur               | Futur perfet   |                                 |
| b) Si la subordinada està en subjuntiu |                     |                |                                 |
| Pres./ Futur                           | Present             | Perfecte       | Conjugació perifràstica (sim)   |
| Passat                                 | Imperfet            | Plusquamperfet | Conjugació perifràstica (essem) |